# Ronald Mills
Ronald Parker Mills, detto Ronnie (Fort Worth, 25 febbraio 1951) è un ex nuotatore statunitense.

## Carriera
All'apice della carriera vinse la medaglia di bronzo nei 100m dorso alle Olimpiadi di Città del Messico 1968.

## Palmarès
- Giochi olimpici

Città del Messico 1968: bronzo nei 100m dorso.